# Précy
Précy település Franciaországban, Cher megyében. Lakosainak száma 354 fő (2022. január 1.). Précy Garigny, Jussy-le-Chaudrier, Marseilles-lès-Aubigny és Menetou-Couture községekkel határos.

## Népesség
A település népességének változása:
| Lakosok száma | 372  | 262  | 301  | 345  | 338  | 343  | 345  | 348  | 349  | 354  |
|               | 1968 | 1982 | 1990 | 2006 | 2013 | 2015 | 2017 | 2019 | 2020 | 2022 |